# Christina de Norvège (1234-1262)
Ne doit pas être confondu avec Christina de Norvège.
Christina de Norvège (1234-1262) est la fille de Håkon IV de Norvège et de Margrete Skulesdatter. Elle est née à Bergen. Dans le cadre d'une alliance diplomatique, elle est fiancée à Philippe, frère d'Alphonse X de Castille. Ils se marient en 1258 et elle vit en Castille jusqu'à sa mort quatre ans plus tard. La tradition veut que Christina ait souhaité qu'une église dédiée à saint Olaf soit construite en Castille.

## Sources
La principale source sur la vie de Christina est issue de l'œuvre de l'Islandais Sturla Þórðarson, neveu de Snorri Sturluson venu en Norvège en 1263. Sturla a été chargé par le frère de Christina, le roi Magnus VI de Norvège, d'écrire la saga de son père, la Saga de Haakon Haakonsson, peu de temps après la mort du roi Haakon IV dans les îles Orcades le 16 décembre 1263. Pour raconter les histoires de la saga, Sturla aurait pu interroger des contemporains du roi et ceux qui avaient fait le voyage en Espagne avec Christina .
La saga raconte comment le roi Haakon envoie une délégation en Castille en 1255 qui présente à la cour des faucons, des fourrures et du cuir. Les envoyés norvégiens sont bien reçus par la cour espagnole et l'année suivante, à leur retour en Norvège, ils sont accompagnés de représentants d'Alphonse X, dirigés par le notaire royal, Sira Ferrant. Ferrant demande au roi Haakon que sa fille Christina soit fiancée à l'un des frères du roi Alphonse. La saga raconte que le roi Haakon considère la demande avec une réflexion approfondie. Il consulte l'archevêque et plusieurs sages pour prendre une décision. Haakon consent à la demande à la condition que Christina soit autorisée à choisir son mari parmi les frères du roi de Castille .
Au XIXe siècle, l'historien norvégien Peter Andreas Munch raconte l'histoire de Christina dans son ouvrage A History of the Norwegian People, publié dans les années 1850.

## Voyage en Espagne

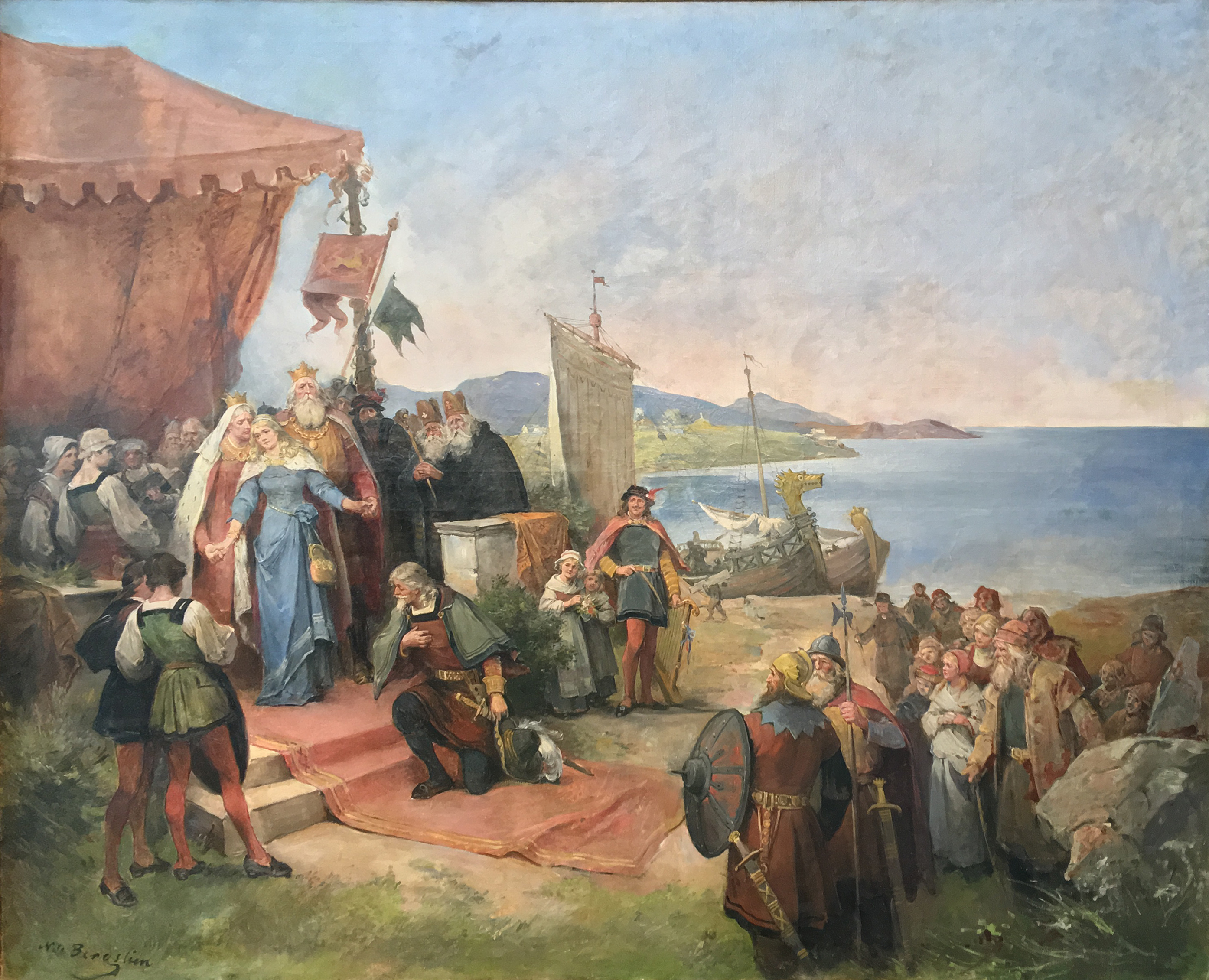
« Le départ de Christina pour l'Espagne » de Nils Bergslien (1853-1928), exposé à la bibliothèque publique de Tønsberg.

Christina quitte Tønsberg, en Norvège, à l'été 1257 accompagnée d'une procession composée de plus de 100 personnes. Après avoir traversé la mer du Nord jusqu'à Yarmouth, puis la Manche jusqu'en Normandie, la princesse poursuit son voyage à cheval à travers la France jusqu'à la frontière avec la Catalogne ,. À Barcelone, la délégation est accueillie par le roi Jacques Ier d'Aragon, père de Yolande d'Aragon, épouse du roi Alphonse X, qui est séduit par la beauté de Christina . À la veille de Noël 1257, la princesse loge au monastère de Las Huelgas à Burgos.
À Palencia, la princesse norvégienne est accueillie officiellement par le roi Alphonse qui l'accompagne jusqu'à la ville de Valladolid le 3 janvier 1258, « où elle est chaleureusement accueillie par tous les habitants, la noblesse et le clergé qui s'y réunissent pour les Cortes » . Elle y rencontre les frères du roi pour la première fois et choisi le plus jeune, Philippe, qui a trois ans de plus qu'elle, d'abord destiné à l'Église jusqu'à la mort de son père .
L'infant Philippe et Christina de Norvège se marient le 31 mars 1258 en l'église Santa Maria la Mayor de Valladolid  . Il n'y a pas de documents existants qui fournissent des détails sur le mariage. Le couple n'a pas d'enfants et à peine quatre ans plus tard, Christina meurt à l'âge de 28 ans à Séville .
Christina est transportée à l'église abbatiale de Covarrubias. Son cercueil en bois y est placé dans un simple sarcophage en calcaire, orné de feuilles de vigne sculptées.

## Postérité
Les villes de Tønsberg et Covarrubias ont conclu un accord d'amitié en souvenir de cette ancienne connexion. En 1978, une statue de l'infante Christina de l'artiste Brit Sørensen est dévoilée à Covarrubias et une copie est ensuite placée à Tønsberg. La Fondation Princesse Christina est créée pour poursuivre le travail visant à préserver et à faire progresser les liens culturels et historiques entre les deux villes.
La tradition veut que Christina avait souhaité qu'une église dédiée à saint Olaf soit construite en Espagne. 750 ans plus tard, une église, "version modernisée de la simple église préromaine", conçue par l'architecte Pablo López Aguado, est construite et consacrée à Olav le Saint le 18 septembre 2011 à Covarrubias ,. L'Islande, le Liechtenstein et la Norvège ont financé près de 40 % du coût total du projet. Les autorités locales espagnoles ainsi que plusieurs entreprises espagnoles et norvégiennes sont parmi les autres contributeurs . Des représentants de l'Espagne et de la Norvège sont présents à l'ouverture, ainsi que plus de 1 300 spectateurs . Depuis plusieurs années, la région de Covarrubias est devenue une sorte de pèlerinage pour les visiteurs norvégiens souhaitant visiter le dernier lieu de repos d'une princesse norvégienne.